# 博卡 (诺瓦拉省)
博卡（義大利語：Boca），是意大利诺瓦拉省的一个市镇。总面积9平方公里，人口1237人，人口密度137.4人/平方公里（2009年）。ISTAT代码为003019。